# Smithiantha cinnabarina
Smithiantha cinnabarina là một loài thực vật có hoa trong họ Tai voi. Loài này được (Linden) Kuntze miêu tả khoa học đầu tiên năm 1891.

## Hình ảnh

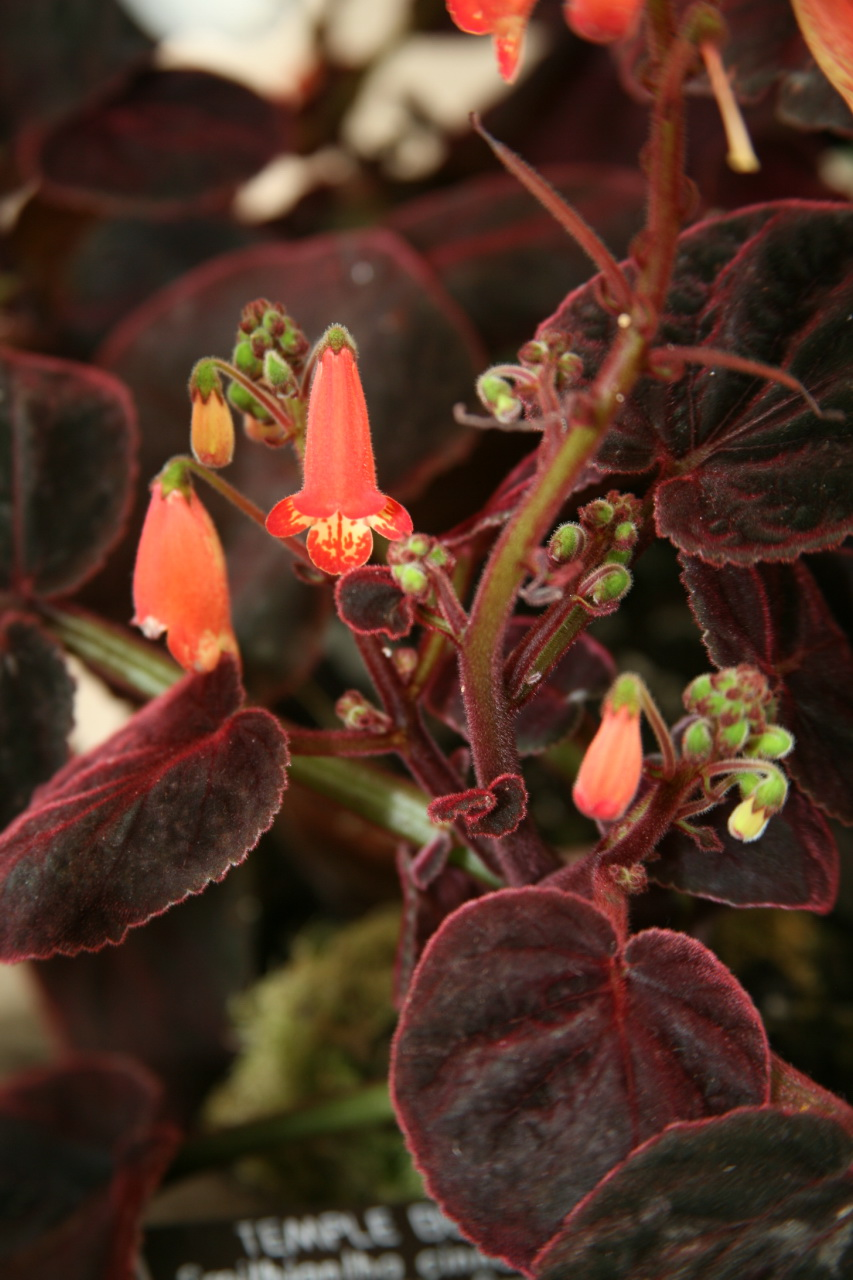